# Grizold
Grizold je priimek v Sloveniji, ki ga je po podatkih Statističnega urada Republike Slovenije na dan 1. januarja 2010 uporabljalo 52 oseb in je med vsemi priimki po pogostosti uporabe uvrščen na 7.321 mesto.

## Znani nosilci priimka
- Adrian Grizold, novinar
- Anton Grizold (*1956), obramboslovec, univ. profesor, minister za obrambo RS
- Davorin Grizold (1817–1871), kmet, narodni buditelj, literat
- Emil Grizold, letalski poročnik, Maistrov sodelavec (Mb)
- Frančiška Grizold (1847–1913), šolska sestra, šolnica, skladateljica